# Manfred Geisler (Fußballspieler)
Manfred Geisler (* 3. März 1941 in Prauß) ist ein ehemaliger deutscher Fußballspieler. In der höchsten Spielklasse des DDR-Fußballs, der Oberliga, spielte er für den SC Rotation Leipzig, den SC Leipzig und den 1. FC Lokomotive Leipzig. Er bestritt 15 A-Länderspiele für die DDR und gewann 1964 mit der ostdeutschen (offiziell gesamtdeutschen) Olympiaelf die Bronzemedaille beim olympischen Fußballturnier in Tokio.

## Sportliche Laufbahn

### Gemeinschafts- und Clubstationen
„Männe“ Geisler, während des Zweiten Weltkriegs im niederschlesischen Prauß (Landkreis Strehlen) geboren und als sogenanntes Übersiedlerkind in Burghausen bei Leipzig aufgewachsen, begann seine Karriere 1949 in der Schülermannschaft der ZSG Industrie Leipzig, seit 1950 als BSG Chemie Leipzig antretend, und kickte nach der Sportclubgründung im Herbst 1954 bei der in Chemie Leipzig-West umgewandelten Betriebssportgemeinschaft aus Leutzsch im Nachwuchs. Mit 15 Jahren wechselte er von dort zum SC Rotation Leipzig und durchlief dort die weiteren Teams vor dem Sprung in die Männermannschaft. Nach Beendigung der Schulausbildung absolvierte Geisler erfolgreich eine Lehre zum Schlosser.
1959 wurde der 1,75 Meter große Geisler in den Kader der Oberligamannschaft des SC Rotation aufgenommen. In den folgenden Jahren machte er die Umstrukturierungen des Leipziger Fußballs mit und lief ab 1963 für den SC Leipzig und ab 1966 für den 1. FC Lokomotive Leipzig auf. Sein bestes Oberligaergebnis erreichte er 1967 mit dem Vizemeistertitel. In den Jahren 1964 und 1966 wurde seine Mannschaft jeweils Oberligadritter. In der Saison 1969/70 musste Geisler nach dem Abstieg des 1. FC Lok in der zweitklassigen Liga spielen, in er sämtliche 30 Punktspiele bestritt und mit 18 Toren aus dem Mittelfeld zum sofortigen Wiederaufstieg beitrug. Er stand 1964, 1970 und 1973 jeweils im Endspiel um den FDGB-Pokal ohne jedoch den nationalen Cupwettbewerb gewinnen zu können. Als der 1. FC Lok Leipzig 1975/76 den ostdeutschen Pokal holte, gehörte Geisler nicht zur siegreichen Endspielmannschaft.
Nach Abschluss der Saison 1965/66 hatte Geisler den Plan, zusammen mit seinem Mannschaftskameraden Henning Frenzel zum FC Carl Zeiss Jena zu wechseln (Deutsches Sportecho vom 9. Juni 1966). Der Wechsel kam jedoch wegen eines Einspruchs des DDR-Fußballverbandes nicht zustande. Nach seiner letzten Erstligaspielen für den 1. FC Lok kehrte er 1976 zur BSG Chemie Leipzig zurück, für die er in zwei Spielzeiten in der Liga kickte. In beiden Saisons gewannen die Leutzscher in ihrer Ligastaffel, so dass die Chemie-Elf mit Geisler in der Oberligaaufstiegsrunde antrat, aber zweimal den Sprung ins ostdeutsche Oberhaus verpasste. So standen am Ende von Geislers Karriere in der höchsten Spielklasse 318 Spiele zu Buche, in denen er 45 Tore erzielte. Bei der BSG Chemie PCK Schwedt und beim drittklassigen Bezirksligisten BSG Turbine Markranstädt ließ er anschließend seine Laufbahn ausklingen, agierte dort schon als Trainer.

### Auswahleinsätze
Als Rotation-Nachwuchskicker wurde die Leipziger Defensivkraft 1958 und 1959 in die Juniorennationalmannschaft der DDR berufen. In diesem Team absolvierte Geisler sieben Länderspiele. Mit der Elf um Horst Weigang und Jürgen Nöldner weilte das Talent im Frühjahr 1959 beim UEFA-Juniorenturnier, der inoffiziellen Europameisterschaft dieser Altersklasse, in Bulgarien und belegte dort den 4. Platz.
Anfang der 1960er-Jahre kamen zwei Spiele in der ostdeutschen U-23-Auswahl hinzu. Am 2. Januar 1965 gab Geisler sein Debüt in der DDR-A-Nationalelf beim 2:0 gegen Uruguay in Montevideo. Sein letztes Länderspiel bestritt er in Amsterdam beim 0:1 gegen die Niederlande am 13. September 1967. Für die A-Auswahl bestritt er insgesamt 15 Spiele und erzielte dabei ein Tor.
Zuvor wurde er im Jahr 1964 in der Olympiaauswahl der DDR eingesetzt. Nach Einsätzen in den drei finalen Qualifikationsspielen gegen die UdSSR zählte er bei den Olympischen Spielen in Tokio zur gesamtdeutsche Equipe, die im olympischen Fußballturnier durch die DDR-Mannschaft vertreten wurde. Geisler spielte in fünf der sechs Endrundenpartien auf dem Platz und holte sich im kleinen Finale gegen die damalige Vereinigte Arabische Republik mit seinen Teamkameraden die Bronzemedaille.